# Джулія Маріно
Джулія Маріно (англ. Julia Marino, нар. 11 вересня 1997) — американська сноубордистка, що спеціалізується в слоупстайлі та біг-ейрі, срібна призерка Олімпійських ігор 2022 року. 

## Олімпійські ігри
| Рік  | Місто                     | Слоупстайл | Біг-ейр |
| ---- | ------------------------- | ---------- | ------- |
| 2018 | Пхьончхан, Південна Корея | 11         | 10      |
| 2022 | Пекін, Китай              | 2          |         |